# Sprzęgło tarczowe

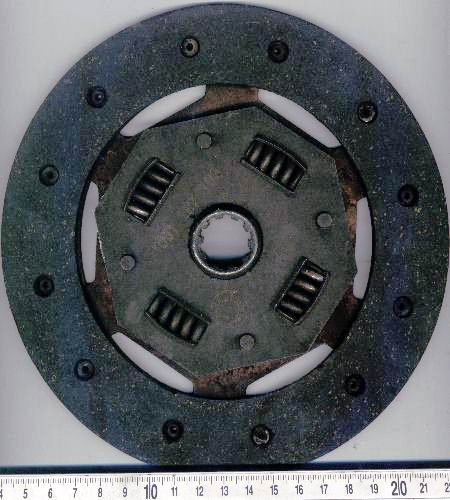
Tarcza sprzęgła - na obwodzie przynitowane okładziny cierne

Sprzęgło tarczowe – sprzęgło poślizgowe posiadające jedną lub wiele tarcz (płytek ciernych), w którym przeniesienie napędu odbywa się za pomocą siły tarcia. Jest stosowane w większości pojazdów samochodowych z silnikami spalinowymi. 
Samochodowe sprzęgła cierne tarczowe dzielą się na: 
- jednotarczowe,
- dwutarczowe,
- wielotarczowe,
- podwójne.

W sprzęgłach ciernych siła tarcia wynika z dociskania do siebie tarcz sprzęgła.  Na skutek jej działania z elementu napędzającego przenoszony jest moment obrotowy na element napędzany. Poślizg, który występuje pomiędzy powierzchniami ciernymi powoduje nagrzewanie się poszczególnych elementów sprzęgła, co przekłada się na jego zużycie.

## Budowa sprzęgła tarczowego
Sprzęgło tarczowe składa się z:
- Obudowy sprzęgła, która przymocowana jest śrubami do koła zamachowego silnika
- Tarczy dociskowej umieszczonej w obudowie
- Sprężyny dociskowej
- Tarczy sprzęgła
- Łożyska wyciskowego
- Dźwigni wyłączania, która za pomocą łożyska naciska na sprężynę tarczową, powodując oddalenie się tarczy dociskowej i tarczy sprzęgła od siebie.

### Obudowa sprzęgła
Element ten wiąże ze sobą poszczególne części sprzęgła. Obraca się razem z zespołami napędzającymi sprzęgła.

### Tarcza dociskowa
Element ten wykonuje dwa rodzaje ruchów: obrotowy (wirując z kołem zamachowym) oraz ruch posuwisty względem osi sprzęgła, który występuje podczas załączania bądź rozłączania sprzęgła.

### Sprężyna dociskowa
Sprężynę dociskową mocuje się pomiędzy dwa pierścienie oporowe. Mają one na celu ułatwienie wygięcia sprężyny, które następuje podczas nacisku na pedał sprzęgła. W praktyce stosuje się dwa rozwiązania sprężycy dociskowej. Możliwe jest zastosowanie kilku sprężyn walcowych bądź jedną sprężynę centralną.

### Tarcza sprzęgła
Tarcza sprzęgła składa się z:
- Okładziny ciernej
- Piasty sprzęgła
- Tłumika drgań skrętnych

Piasta sprzęgła posiada wielowypust, który umożliwia umieszczenie jej na wałku sprzęgłowym. Po obu stronach tarczy sprzęgła przymocowane są okładziny cierne, na powierzchniach których powstaje siła tarcia wynikająca z docisku tarcz. Pomiędzy tarczą nośną a piastą umieszczone są tłumiki drgań skrętnych, które tłumią drgania wywoływane gwałtownymi obciążeniami. 

### Łożysko wyciskowe
Łożysko wyciskowe jest elementem, który pośredniczy w sterowaniu sprzęgłem. Podczas naciskania na pedał sprzęgła, łożysko przemieszcza się w kierunku dźwigienek wyłączających. W wyniku nacisku łożyska wyciskowego na końce dźwigienek dochodzi do odsunięcia od siebie tarcz dociskowej i sprzęgłowej.

### Dźwigienki wyłączające
Elementy te przekazują ruch z łożyska wciskowego (wynikający z siły pochodzącej z mechanizmu sterującego) na tarczę dociskową, powodując jej przesuniecie.